# Dirk Potter
Dirk Potter, född omkring 1370, död 1428, var en nederländsk skald och kansliskrivare.
Han författade den berömda dikten Der minnen loep (utgiven 1845-1847), vars 57 små noveller ur Bibeln, Ovidius, riddarromanen och folkepiken tillhör den nederländska medeltidslitteraturens mest kända.